# نوفو ميتسو
نوفو ميتسو (بالإنجليزية: Novo Mesto)‏ هي مدينة ومستوطنة تقع في سلوفينيا في بلدية مدينة نوفو ميستو . يقدر عدد سكانها بـ 23,341 نسمة ومساحتها 33.3 كم2 .

## المناخ
يظهر الجدول التالي التغييرات المناخية على مدار السنة لنوفو ميتسو:
| البيانات المناخية لـنوفو ميتسو                                                     | البيانات المناخية لـنوفو ميتسو | البيانات المناخية لـنوفو ميتسو | البيانات المناخية لـنوفو ميتسو | البيانات المناخية لـنوفو ميتسو | البيانات المناخية لـنوفو ميتسو | البيانات المناخية لـنوفو ميتسو | البيانات المناخية لـنوفو ميتسو | البيانات المناخية لـنوفو ميتسو | البيانات المناخية لـنوفو ميتسو | البيانات المناخية لـنوفو ميتسو | البيانات المناخية لـنوفو ميتسو | البيانات المناخية لـنوفو ميتسو | البيانات المناخية لـنوفو ميتسو |
| الشهر                                                                              | يناير                          | فبراير                         | مارس                           | أبريل                          | مايو                           | يونيو                          | يوليو                          | أغسطس                          | سبتمبر                         | أكتوبر                         | نوفمبر                         | ديسمبر                         | المعدل السنوي                  |
| ---------------------------------------------------------------------------------- | ------------------------------ | ------------------------------ | ------------------------------ | ------------------------------ | ------------------------------ | ------------------------------ | ------------------------------ | ------------------------------ | ------------------------------ | ------------------------------ | ------------------------------ | ------------------------------ | ------------------------------ |
| الدرجة القصوى °م (°ف)                                                              | 17.1 (62.8)                    | 21.5 (70.7)                    | 25.8 (78.4)                    | 28.4 (83.1)                    | 32.6 (90.7)                    | 34.8 (94.6)                    | 36.6 (97.9)                    | 39.9 (103.8)                   | 30.2 (86.4)                    | 27.1 (80.8)                    | 23.5 (74.3)                    | 19.5 (67.1)                    | 39.9 (103.8)                   |
| متوسط درجة الحرارة الكبرى °م (°ف)                                                  | 3.7 (38.7)                     | 6.6 (43.9)                     | 11.5 (52.7)                    | 16.2 (61.2)                    | 21.3 (70.3)                    | 24.4 (75.9)                    | 26.8 (80.2)                    | 26.2 (79.2)                    | 21.4 (70.5)                    | 15.8 (60.4)                    | 9.1 (48.4)                     | 4.2 (39.6)                     | 15.6 (60.1)                    |
| المتوسط اليومي °م (°ف)                                                             | 0.0 (32.0)                     | 1.9 (35.4)                     | 6.0 (42.8)                     | 10.6 (51.1)                    | 15.5 (59.9)                    | 18.7 (65.7)                    | 20.7 (69.3)                    | 19.9 (67.8)                    | 15.4 (59.7)                    | 10.7 (51.3)                    | 5.2 (41.4)                     | 0.9 (33.6)                     | 10.4 (50.7)                    |
| متوسط درجة الحرارة الصغرى °م (°ف)                                                  | −3.2 (26.2)                    | −2.5 (27.5)                    | 1.1 (34.0)                     | 5.0 (41.0)                     | 9.6 (49.3)                     | 13.0 (55.4)                    | 14.7 (58.5)                    | 14.5 (58.1)                    | 10.8 (51.4)                    | 6.8 (44.2)                     | 2.1 (35.8)                     | −1.8 (28.8)                    | 5.9 (42.6)                     |
| أدنى درجة حرارة °م (°ف)                                                            | −23.5 (−10.3)                  | −25.6 (−14.1)                  | −17.2 (1.0)                    | −5.8 (21.6)                    | −1.2 (29.8)                    | 3.8 (38.8)                     | 6.1 (43.0)                     | 5.6 (42.1)                     | 1.0 (33.8)                     | −6.6 (20.1)                    | −15.1 (4.8)                    | −17.1 (1.2)                    | −25.6 (−14.1)                  |
| الهطول مم (إنش)                                                                    | 54 (2.1)                       | 59 (2.3)                       | 76 (3.0)                       | 89 (3.5)                       | 97 (3.8)                       | 131 (5.2)                      | 99 (3.9)                       | 128 (5.0)                      | 130 (5.1)                      | 118 (4.6)                      | 106 (4.2)                      | 85 (3.3)                       | 1٬171 (46.1)                   |
| متوسط أيام هطول الأمطار (≥ 0.1 mm)                                                 | 11                             | 10                             | 11                             | 14                             | 14                             | 14                             | 11                             | 11                             | 13                             | 14                             | 14                             | 14                             | 151                            |
| ساعات سطوع الشمس الشهرية                                                           | 80                             | 112                            | 147                            | 172                            | 230                            | 240                            | 284                            | 253                            | 186                            | 126                            | 71                             | 60                             | 1٬961                          |
| المصدر #1: Slovenian Environment Agency (ARSO) (data for 1981–2010)                |                                |                                |                                |                                |                                |                                |                                |                                |                                |                                |                                |                                |                                |
| المصدر #2: Slovenian Environment Agency (ARSO) (some extreme values for 1951–2014) |                                |                                |                                |                                |                                |                                |                                |                                |                                |                                |                                |                                |                                |

## المدن التوأمة
مدن لانغنهاغن، فيلافرانكا ديل بينيدس، بيخاتش، ييشينغ [الإنجليزية]، ليسكوفاتس، فرشاتس، هرسك نوفي، تورون وترنافا هي مدن توأمة لـنوفو ميتسو.

## أعلام
- بويان كريفيك
- سيمون بيتروف
- ماركو كمب
- يوري بالكوفيتش
- أوروش مورن